# Benoît Costil
Benoît Costil (Caen, 3 de juliol de 1987) és un futbolista francès, que juga de Porter.
Ha jugat al Stade Rennais FC, FC Girondins de Bordeus i a la selecció francesa.